# Ripenda Cossi
Ripenda Cossi (in croato Ripenda Kosi) è un insediamento del comune di Albona, nella regione istriana, in Croazia. Nel 2001, la località conta 12 abitanti.

## Società

### Evoluzione demografica
Evoluzione demografica della località di Ripenda Cossi secondo i seguenti anni: 
1880 = 103 ab.| 1890 = 90 ab.| 1900 = 100 ab.| 1910 = 99 ab.| 1948 = 70 ab.| 1953 = 50 ab.| 1961 = 38 ab.| 1971 = 28 ab.| 1981 = 15 ab.| 1991 = 11 ab.| 2001 = 12 ab.